# スイートピーステークス
スイートピーステークス（Sweet Pea Stakes）は、日本の日本中央競馬会（JRA）が東京競馬場の芝1800mで施行する中央競馬のリステッド競走である。競走名はスイートピーから。

## 概要
東京競馬場の芝1800mの4歳（現3歳）限定の混合の別定の400万下の条件競走、スイートピー賞として施行したのが始まり。1989年からは負担重量を馬齢に変更した。
1991年にオークストライアルが4歳牝馬特別（東）（現：フローラステークス）しか無かった事ことに伴い、優駿牝馬（オークス）の優先出走権枠の拡大を図るため、東京競馬場の芝1800mの4歳（現3歳）牝馬限定の定量のオークス指定オープン特別競走、スイートピーステークスとして変更され、上位2着までに入賞した競走馬に優駿牝馬（オークス）の優先出走権が与えられた。
1995年からはオークストライアルに指定、更に指定交流競走に指定され、地方競馬所属の競走馬も出走可能になり、2003年からは負担重量を馬齢に変更した。
2019年からは国際競走及びリステッド競走に指定された。
出走資格は、3歳（旧4歳）限定のJRA所属の競走馬、地方所属の競走馬（2頭まで）及び外国調教馬。
負担重量は、馬齢で55kgである。
総額賞金は3800万円で、1着賞金2000万円、2着賞金800万円、3着賞金500万円、4着賞金300万円、5着賞金200万円と定められている。
2018年から本競走の1着馬にオークスの優先出走権が与えられる。

## 歴史
- 1988年以前 - 東京競馬場の4歳（現3歳）限定の芝1800mの400万下条件競走、スイートピー賞として施行。
- 1989年 - 負担重量を馬齢に変更。
- 1991年 - 東京競馬場の4歳（現3歳）牝馬限定の芝1800mのオークス指定オープン特別競走、スイートピーステークスに昇格。
- 1995年
  - オークストライアルに指定。
  - 指定交流競走に指定。
  - 橋口弘次郎が調教師として史上初の連覇。
- 2001年 - 馬齢表示の国際基準への変更に伴い、出走条件が「4歳牝馬」から「3歳牝馬」に変更。
- 2003年 - 負担重量を馬齢に変更。
- 2013年 - 混合競走に指定。
- 2014年 - 田中勝春が騎手として史上初の連覇。
- 2018年 - 優駿牝馬（オークス）の優先出走権を1着馬のみに変更[5]。
- 2019年 - 国際競走及びリステッド競走に指定される[3]
- 2020年 - 新型コロナウイルス感染症（COVID-19）の感染拡大防止のため「無観客競馬」として実施[6]（2021年も同様[7]）。
- 2025年 - 従来天皇賞（春）当日に実施されていたが、本年よりプリンシパルステークスをこの日に実施されるため前日の土曜日の第10競走に設定。

### 歴代優勝馬
コース種別を表記していない距離は、芝コースを表す。
優勝馬の馬齢は、現行表記に揃えている。

#### スイートピー賞
| 施行日        | 競馬場 | 距離  | 条件    | 優勝馬           | 性齢 | タイム | 優勝騎手   | 管理調教師 |
| ------------- | ------ | ----- | ------- | ---------------- | ---- | ------ | ---------- | ---------- |
| 1986年5月11日 | 東京   | 1800m | 400万下 | ミホキーストン   | 牡3  | 1:50.7 | 大塚栄三郎 | 田中朋次郎 |
| 1987年5月17日 | 東京   | 1800m | 400万下 | ニシノミラー     | 牡3  | 1:51.3 | 嶋田功     | 藤本冨良   |
| 1988年5月8日  | 東京   | 1800m | 400万下 | ナカミリーゼント | 牡3  | 1:49.3 | 大塚栄三郎 | 八木沢勝美 |
| 1989年5月7日  | 東京   | 1800m | 400万下 | スダビート       | 牡3  | 1:52.3 | 柴田政人   | 嶋田功     |
| 1990年5月6日  | 東京   | 1800m | 500万下 | アシヤビート     | 牡3  | 1:48.6 | 蛯沢誠治   | 栗田博憲   |

#### スイートピーステークス
| 施行日        | 競馬場 | 距離  | 条件       | 優勝馬             | 性齢 | タイム | 優勝騎手   | 管理調教師 |
| ------------- | ------ | ----- | ---------- | ------------------ | ---- | ------ | ---------- | ---------- |
| 1991年4月21日 | 東京   | 1800m | オープン   | ヤマヒサエオリア   | 牝3  | 1:50.3 | 河内洋     | 沖芳夫     |
| 1992年4月26日 | 東京   | 1800m | オープン   | タイコサージュ     | 牝3  | 1:49.4 | 岸滋彦     | 坪憲章     |
| 1993年4月25日 | 東京   | 1800m | オープン   | デンコウセッカ     | 牝3  | 1:48.9 | 小島貞博   | 戸山為夫   |
| 1994年4月24日 | 東京   | 1800m | オープン   | ツルマルガール     | 牝3  | 1:49.6 | 小島太     | 橋口弘次郎 |
| 1995年4月23日 | 東京   | 1800m | オープン   | イブキニュースター | 牝3  | 1:49.5 | 藤田伸二   | 橋口弘次郎 |
| 1996年5月3日  | 東京   | 1800m | オープン   | シーズアチャンス   | 牝3  | 1:49.5 | 武豊       | 山内研二   |
| 1997年5月4日  | 東京   | 1800m | オープン   | エアウイングス     | 牝3  | 1:48.4 | 角田晃一   | 渡辺栄     |
| 1998年5月10日 | 東京   | 1800m | オープン   | エガオヲミセテ     | 牝3  | 1:48.3 | 柴田善臣   | 音無秀孝   |
| 1999年5月9日  | 東京   | 1800m | オープン   | フレンドリーエース | 牝3  | 1:48.6 | 柴田未崎   | 高木嘉夫   |
| 2000年4月30日 | 東京   | 1800m | オープン   | バイラリーナ       | 牝3  | 1:49.9 | 小林淳一   | 後藤由之   |
| 2001年4月29日 | 東京   | 1800m | オープン   | シェリルウーマン   | 牝3  | 1:48.7 | K.デザーモ | 土田稔     |
| 2002年4月28日 | 東京   | 1800m | オープン   | オースミコスモ     | 牝3  | 1:48.3 | 常石勝義   | 中尾正     |
| 2003年5月4日  | 東京   | 1800m | オープン   | メモリーキアヌ     | 牝3  | 1:47.1 | 武幸四郎   | 渡辺栄     |
| 2004年5月2日  | 東京   | 1800m | オープン   | ウイングレット     | 牝3  | 1:46.5 | 田中勝春   | 宗像義忠   |
| 2005年5月1日  | 東京   | 1800m | オープン   | ライラプス         | 牝3  | 1:47.0 | K.デザーモ | 松田国英   |
| 2006年4月30日 | 東京   | 1800m | オープン   | カワカミプリンセス | 牝3  | 1:48.4 | 本田優     | 西浦勝一   |
| 2007年4月29日 | 東京   | 1800m | オープン   | スマートカスタム   | 牝3  | 1:47.1 | 柴山雄一   | 大久保龍志 |
| 2008年5月4日  | 東京   | 1800m | オープン   | アロマキャンドル   | 牝3  | 1:48.3 | 池添謙一   | 河野通文   |
| 2009年5月3日  | 東京   | 1800m | オープン   | ブロードストリート | 牝3  | 1:48.2 | 藤田伸二   | 藤原英昭   |
| 2010年5月2日  | 東京   | 1800m | オープン   | トレノエンジェル   | 牝3  | 1:48.5 | 蛯名正義   | 伊藤正徳   |
| 2011年5月1日  | 東京   | 1800m | オープン   | アカンサス         | 牝3  | 1:48.0 | 後藤浩輝   | 畠山吉宏   |
| 2012年4月29日 | 東京   | 1800m | オープン   | ダイワズーム       | 牝3  | 1:48.1 | 北村宏司   | 鹿戸雄一   |
| 2013年4月28日 | 東京   | 1800m | オープン   | リラコサージュ     | 牝3  | 1:47.1 | 田中勝春   | 藤原英昭   |
| 2014年5月4日  | 東京   | 1800m | オープン   | シャイニーガール   | 牝3  | 1:47.3 | 田中勝春   | 湯窪幸雄   |
| 2015年5月3日  | 東京   | 1800m | オープン   | ディープジュエリー | 牝3  | 1:47.4 | 柴田善臣   | 国枝栄     |
| 2016年5月1日  | 東京   | 1800m | オープン   | ジェラシー         | 牝3  | 1:48.1 | 横山典弘   | 菊沢隆徳   |
| 2017年4月30日 | 東京   | 1800m | オープン   | ブラックスビーチ   | 牝3  | 1:47.4 | 北村宏司   | 角居勝彦   |
| 2018年4月29日 | 東京   | 1800m | オープン   | ランドネ           | 牝3  | 1:47.7 | 戸崎圭太   | 角居勝彦   |
| 2019年4月28日 | 東京   | 1800m | リステッド | カレンブーケドール | 牝3  | 1:47.7 | 津村明秀   | 国枝栄     |
| 2020年5月3日  | 東京   | 1800m | リステッド | デゼル             | 牝3  | 1:47.1 | D.レーン   | 友道康夫   |
| 2021年5月2日  | 東京   | 1800m | リステッド | タガノパッション   | 牝3  | 1:46.2 | 岩田望来   | 鮫島一歩   |
| 2022年5月1日  | 東京   | 1800m | リステッド | ウインエクレール   | 牝3  | 1:48.9 | M.デムーロ | 畠山吉宏   |
| 2023年4月30日 | 東京   | 1800m | リステッド | ウヴァロヴァイト   | 牝3  | 1:47.6 | 菅原明良   | 萩原清     |
| 2024年4月28日 | 東京   | 1800m | リステッド | コガネノソラ       | 牝3  | 1:45.6 | 石川裕紀人 | 菊沢隆徳   |
| 2025年5月3日  | 東京   | 1800m | リステッド | ルージュソリテール | 牝3  | 1:45.9 | 横山武史   | 藤原英昭   |

#### 各回競走結果の出典
- JRA年度別全成績
  - （2025年）“第2回 東京競馬 第3日” (PDF).   日本中央競馬会. p. 5. 2025年5月4日閲覧。（索引番号: 11034）
  - （2024年）“第2回 東京競馬 第4日” (PDF).   日本中央競馬会. p. 6. 2024年4月29日閲覧。（索引番号: 12047）
  - （2023年）“第2回 東京競馬 第4日” (PDF).   日本中央競馬会. p. 6. 2024年4月29日閲覧。（索引番号: 12047）
  - （2022年）“第2回 東京競馬 第4日” (PDF).   日本中央競馬会. p. 6. 2024年4月29日閲覧。（索引番号: 12047）
  - （2021年）“第2回 東京競馬 第4日” (PDF).   日本中央競馬会. p. 6. 2024年4月29日閲覧。（索引番号: 12047）
  - （2020年）“第2回 東京競馬 第4日” (PDF).   日本中央競馬会. p. 6. 2021年4月25日閲覧。（索引番号: 11047）
  - （2019年）“第2回 東京競馬 第4日” (PDF).   日本中央競馬会. p. 6. 2021年4月25日閲覧。（索引番号: 12047）
  - （2018年）“第2回 東京競馬 第4日” (PDF).   日本中央競馬会. p. 6. 2021年4月25日閲覧。（索引番号: 12047）
  - （2017年）“第2回 東京競馬 第4日” (PDF).   日本中央競馬会. p. 6. 2021年4月25日閲覧。（索引番号: 12047）
  - （2016年）“第2回 東京競馬 第4日” (PDF).   日本中央競馬会. p. 6. 2021年4月25日閲覧。（索引番号: 12047）
  - （2015年）“第2回 東京競馬 第4日” (PDF).   日本中央競馬会. p. 6. 2021年4月25日閲覧。（索引番号: 12047）
  - （2014年）“第2回 東京競馬 第4日” (PDF).   日本中央競馬会. p. 6. 2021年4月25日閲覧。（索引番号: 12047）
  - （2013年）“第2回 東京競馬 第4日” (PDF).   日本中央競馬会. p. 6. 2021年4月25日閲覧。（索引番号: 12047）
  - （2012年）“第2回 東京競馬 第4日” (PDF).   日本中央競馬会. p. 6. 2021年4月25日閲覧。（索引番号: 11047）
  - （2011年）“第2回 東京競馬 第4日” (PDF).   日本中央競馬会. p. 6. 2021年4月25日閲覧。（索引番号: 11011）
  - （2010年）“第2回 東京競馬 第4日” (PDF).   日本中央競馬会. p. 11. 2021年4月25日閲覧。（索引番号: 11047）
  - （2009年）“第2回 東京競馬 第4日” (PDF).   日本中央競馬会. p. 11. 2021年4月25日閲覧。（索引番号: 12047）
  - （2008年）“第2回 東京競馬 第4日” (PDF).   日本中央競馬会. p. 11. 2021年4月25日閲覧。（索引番号: 11047）
  - （2007年）“第2回 東京競馬 第4日” (PDF).   日本中央競馬会. p. 11. 2021年4月25日閲覧。（索引番号: 11047）
  - （2006年）“第2回 東京競馬 第4日” (PDF).   日本中央競馬会. p. 11. 2021年4月25日閲覧。（索引番号: 11047）
  - （2005年）“第2回 東京競馬成績集計表” (PDF).   日本中央競馬会. pp. 1256-1258. 2021年4月25日閲覧。（索引番号: 11047）
  - （2004年）“第2回 東京競馬成績集計表” (PDF).   日本中央競馬会. pp. 1254-1255. 2021年4月25日閲覧。（索引番号: 11047）
  - （2003年）“第1回 東京競馬成績集計表” (PDF).   日本中央競馬会. pp. 1247-1248. 2021年4月25日閲覧。（索引番号: 11047）
  - （2002年）“第3回 東京競馬成績集計表” (PDF).   日本中央競馬会. pp. 1104-1105. 2021年4月25日閲覧。（索引番号: 11047）
  - netkeiba.comより（最終閲覧日: 2024年5月4日）
    - 1986年、1987年、1988年、1989年、1990年、1991年、1992年、1993年、1994年、1995年、1996年、1997年、1998年、1999年、2000年、2001年、2002年、2003年、2004年、2005年、2006年、2007年、2008年、2009年、2010年、2011年、2012年、2013年、2014年、2015年、2016年、2017年、2018年、2019年、2020年、2021年、2022年、2023年、2024年